# Calcio Forlì 1994-1995
Questa pagina raccoglie le informazioni riguardanti il Calcio Forlì nelle competizioni ufficiali della stagione 1994-1995.

## Stagione
Nella stagione 1994-1995 il Forlì disputa il girone B del campionato di Serie C2, ottiene con 42 punti la decima posizione. Salgono di categoria il Montevarchi diretto ed il Castel di Sangro che vince i playoff. A Forlì viene confermato Franco Varrella, ma le aspirazioni di voler arrivare a disputare i playoff, non sono pari al rendimento offerto in campo dalla squadra biancorossa, che naviga a centro classifica, il girone di andata si chiude con 22 punti. Dopo la sconfitta interna (0-2) contro il Rimini a inizio marzo, il tecnico Franco Varrella viene rilevato da Francesco Di Fabio, la settimana successiva arriva a Forlì il più navigato Franco Cresci, ma i risultati non migliorano, così ci si deve accontentare del decimo posto. Miglior marcatore stagionale Andrea Galassi autore di 11 reti. Nella Coppa Italia il Forlì sfiora l'impresa con un percorso davvero pregevole, superando sei turni, e conquistando la finale, persa contro il Varese, aggiudicandosi però il diritto di disputare nel prossimo campionato la Coppa Italia nazionale.

## Rosa
| N. |                   | Ruolo | Calciatore         |
| -- | ----------------- | ----- | ------------------ |
|    | Italia (bandiera) | C     | Giuseppe Angelini  |
|    | Italia (bandiera) | D     | Marco Babini       |
|    | Italia (bandiera) | A     | Davide Belletti    |
|    | Italia (bandiera) | D     | Alessandro Biserna |
|    | Italia (bandiera) | D     | Alberto Calderoni  |
|    | Italia (bandiera) | C     | Michele Cazzarò    |
|    | Italia (bandiera) | D     | Samuele Conficconi |
|    | Italia (bandiera) | A     | Firminio Elia      |
|    | Italia (bandiera) | P     | Marco Ferrari      |
|    | Italia (bandiera) | P     | Fabio Finucci      |
|    | Italia (bandiera) | C     | Andrea Galassi     |

| N. |                   | Ruolo | Calciatore        |
| -- | ----------------- | ----- | ----------------- |
|    | Italia (bandiera) | C     | Luigi Galli       |
|    | Italia (bandiera) | A     | Antonio Gespi     |
|    | Italia (bandiera) | C     | Andrea Messersì   |
|    | Italia (bandiera) | C     | Francesco Messina |
|    | Italia (bandiera) | C     | Aureliano Modesti |
|    | Italia (bandiera) | D     | Enrico Paggio     |
|    | Italia (bandiera) | C     | Marco Prati       |
|    | Italia (bandiera) | C     | Emiliano Salvetti |
|    | Italia (bandiera) | D     | Paolo Scotti      |
|    | Italia (bandiera) | P     | Antonio Trotto    |
|    | Italia (bandiera) | D     | Nunzio Zavarone   |

## Risultati

### Campionato

#### Girone di andata
| Arbitro: | Biasutto (Vicenza) |

|                                               |           |                |
| De Amicis 14’ Maurizi 39’ Perugini 90’ (rig.) | Marcatori | 75’ Conficconi |

| Arbitro: | Cossero (Udine) |

|                 |           |                  |
| Galassi 4’, 36’ | Marcatori | 71’, 90’ Arcadio |

| Arbitro: | Ciulli (Roma) |

|             |           |  |
| Buratti 13’ | Marcatori |  |

| Arbitro: | Ingenito (Nocera Inferiore) |

|                          |           |  |
| Belletti 60’ Galassi 77’ | Marcatori |  |

| Arbitro: | Amorico (Foggia) |

|  |           |                                  |
|  | Marcatori | 85’ Colonnello 88’ (rig.) Aiello |

| Rimini 9 ottobre 1994 6ª giornata | Rimini                 | 0 – 0 | Forlì | Stadio Romeo Neri\| Arbitro: \| Perissinotto (Venezia) \| |
| Arbitro:                          | Perissinotto (Venezia) |       |       |                                                           |

| Arbitro: | Ayroldi (Molfetta) |

|               |           |  |
| Elia 61’, 64’ | Marcatori |  |

| Arbitro: | Mandolito (Cosenza) |

|                 |           |                      |
| Bivi 32’ (rig.) | Marcatori | 68’ (aut.) Marchetto |

| Arbitro: | Strazzera (Trapani) |

|                   |           |  |
| Belletti 60’, 78’ | Marcatori |  |

| Arbitro: | Cicoianni (Ascoli Piceno) |

|                        |           |           |
| Meacci 30’ Striuli 90’ | Marcatori | 64’ Gespi |

| Arbitro: | Sorte (Bergamo) |

|  |           |                |
|  | Marcatori | 56’ Pasqualini |

| Arbitro: | Mariani (Perugia) |

|                                  |           |  |
| Sanguin 58’ Antonello 71’ (rig.) | Marcatori |  |

| Arbitro: | Tripaldi (Potenza) |

|                       |           |  |
| Gespi 9’ Belletti 71’ | Marcatori |  |

| Ponsacco 4 dicembre 1994 14ª giornata | Ponsacco         | 0 – 0 | Forlì | Stadio Comunale\| Arbitro: \| Paparesta (Bari) \| |
| Arbitro:                              | Paparesta (Bari) |       |       |                                                   |

| Arbitro: | Manari (Teramo) |

|           |           |                    |
| Gespi 37’ | Marcatori | 69’, 82’ Pazzaglia |

| Arbitro: | Buda (Pescara) |

|                                   |           |                                         |
| Terrevoli 68’, 77’ S. Bianchi 83’ | Marcatori | 15’, 34’ Galassi 43’ Gespi 48’ Salvetti |

| Forlì 23 dicembre 1994 17ª giornata | Forlì              | 0 – 0 | Maceratese | Stadio Tullo Morgagni\| Arbitro: \| Galigani (Perugia) \| |
| Arbitro:                            | Galigani (Perugia) |       |            |                                                           |

#### Girone di ritorno
| Forlì 15 gennaio 1995 18ª giornata | Forlì           | 0 – 0 | Teramo | Stadio Tullo Morgagni\| Arbitro: \| Miotto (Trento) \| |
| Arbitro:                           | Miotto (Trento) |       |        |                                                        |

| Arbitro: | Manganelli (Milano) |

|              |           |  |
| Scattini 54’ | Marcatori |  |

| Arbitro: | Cecotti (Udine) |

|                          |           |  |
| Belletti 81’ Modesti 87’ | Marcatori |  |

| Arbitro: | Alvino (Salerno) |

|           |           |  |
| Cecchi 1’ | Marcatori |  |

| Arbitro: | Pellegatta (Collegno) |

|                |           |  |
| De Carolis 45’ | Marcatori |  |

| Arbitro: | Rigolon (Trento) |

|  |           |                              |
|  | Marcatori | 43’ (aut.) Paggio 81’ Aiello |

| Arbitro: | Gabriele (Frosinone) |

|                      |           |            |
| Galligani 66’ (rig.) | Marcatori | 36’ Paggio |

| Arbitro: | Santoruvo (Bari) |

|  |           |               |
|  | Marcatori | 55’ Marchetto |

| Arbitro: | Calcagno (Nichelino) |

|  |           |              |
|  | Marcatori | 51’ Messersì |

| Forlì 2 aprile 1995 27ª giornata | Forlì            | 0 – 0 | San Donà | Stadio Tullo Morgagni\| Arbitro: \| Rosetti (Torino) \| |
| Arbitro:                         | Rosetti (Torino) |       |          |                                                         |

| Arbitro: | Cossero (Udine) |

|                     |           |              |
| Della Valentina 64’ | Marcatori | 63’ Belletti |

| Arbitro: | Bancale (Latina) |

|              |           |               |
| Belletti 88’ | Marcatori | 32’ Antonello |

| Arbitro: | Alario (Civitavecchia) |

|                   |           |  |
| Scotti 80’ (aut.) | Marcatori |  |

| Arbitro: | Acronzio (Teramo) |

|                                                   |           |  |
| Gespi 9’ Elia 50’ Angelini 62’ (rig.) Galassi 80’ | Marcatori |  |

| Arbitro: | Gregoroni (Napoli) |

|                                            |           |                       |
| Zamboni 45’ Battistella 47’ Gallicchio 54’ | Marcatori | 32’, 90’ (rig.) Gespi |

| Arbitro: | Mandolito (Cosenza) |

|                      |           |  |
| Galassi 29’ Elia 66’ | Marcatori |  |

| Arbitro: | Genovese (Avellino) |

|  |           |                       |
|  | Marcatori | 60’ Elia 90’ Belletti |

## Coppa Italia
| Arbitro: | Alario (Civitavecchia) |

|                   |           |                       |
| Belletti 50’, 81’ | Marcatori | 9’ Mezzini 82’ Pupita |

| Arbitro: | Manganelli (Milano) |

|                   |           |                     |
| Francabandiera 9’ | Marcatori | 57’, 70’ Conficconi |

| Arbitro: | Bizzotto (Castelfranco Veneto) |

|                          |           |                              |
| Galassi 43’ Angelini 80’ | Marcatori | 64’ M. Rossi 84’ V. Esposito |

| Arbitro: | Corda (Cagliari) |

|                  |           |                               |
| Viviani 13’, 34’ | Marcatori | 41’, 85’ Belletti 92’ Galassi |

| Arbitro: | L. Branzoni (Pavia) |

|  |           |            |
|  | Marcatori | 8’ Galassi |

| Arbitro: | Preschern (Mestre) |

|                        |           |            |
| Elia 96’ Belletti 120’ | Marcatori | 84’ Fabris |

| Arbitro: | Castellani (Verona) |

|              |           |  |
| Salvetti 42’ | Marcatori |  |

| Carpi 8 febbraio 1995 Ottavi - Ritorno | Carpi            | 0 – 0 | Forlì | Stadio Sandro Cabassi\| Arbitro: \| Bertini (Arezzo) \| |
| Arbitro:                               | Bertini (Arezzo) |       |       |                                                         |

| Arbitro: | Calabrese (Avezzano) |

|                           |           |  |
| Belletti 38’ Salvetti 69’ | Marcatori |  |

| Arbitro: | Longo (Paola) |

|  |           |              |
|  | Marcatori | 56’ Angelini |

| Arbitro: | Nucini (Bergamo) |

|                                 |           |  |
| Elia 37’ Salvetti 43’ Gespi 91’ | Marcatori |  |

| Arbitro: | Sputore (Vasto) |

|                                       |           |           |
| Levanto 58’, 73’ Francioso 91’ (rig.) | Marcatori | 89’ Gespi |

### Finale
| Forlì 26 maggio 1995 Andata | Forlì                      | 0 – 0 | Varese | Stadio Tullo Morgagni\| Arbitro: \| Cardella (Torre del Greco) \| |
| Arbitro:                    | Cardella (Torre del Greco) |       |        |                                                                   |

| Arbitro: | Rossi (Ciampino) |

|                                                     |           |  |
| Prati 41’ (aut.) Calderoni 54’ (aut.) Cavicchia 73’ | Marcatori |  |